# Зольднер, Иоганн фон
Иоганн Георг фон Зольднер (нем. Johann Georg von Soldner, 16 июля 1776 — 13 мая 1833) — немецкий физик, математик и астроном. Член Баварской академии наук (1815), Королевского общества (1825). 
Основные труды относятся к астрономии, небесной механике и теории трансцендентных функций. Одним из первых предположил, что поле тяготения отклоняет свет.

## Биография
Родился в 1776 году в баварском городе Фойхтванген, недалеко от Ансбаха, в семье фермера. Ещё в школе обнаружил математический талант, лично изготовил и использовал инструменты для измерения отцовских полей. Самоучкой изучал математику и языки, в 1797 году уехал в Берлин, где работал помощником известного астронома Иоганна Боде, одновременно продолжая изучать математику, астрономию и геодезию. В период 1804-1806 годов возглавил группу, занимавшуюся геодезическим обследованием Ансбаха, за эту работу он получил рыцарское звание и стал «фон Зольднер».
В 1808 году Зольднер переехал в Мюнхен, где вначале (1812) продолжал заниматься геодезией как советник налогового кадастра, а в 1816 году стал первым директором только что построенной обсерватории. С 1828 года из-за гепатита фактически отошёл от дел, умер в 1833 году.

## Научная деятельность
В его честь названы константа Рамануджана — Зольднера и «система координат Зольднера». Зольднер рассчитал значение постоянной Эйлера — Маскерони с 24 знаками, опубликовал таблицы интегрального логарифма и предложил общепринятое обозначение li для этой функции.
В 1801 году Зольднер одним из первых, более чем за столетие до Эйнштейна, высказал предположение, что поле тяготения отклоняет свет. Опираясь на корпускулярную теорию света, он рассчитал величину отклонения, однако точность наблюдений тогда была недостаточна для проверки этой гипотезы.
Предложил метод решения сферических треугольников на земной поверхности и метод редукции астрономического азимута (1813). Исследовал движение звёзд в нашей Галактике, проанализировал движение кометы, открытой итальянским астрономом Джузеппе Пьяцци (1801 год, на деле комета оказалась астероидом, который назвали «Церера»).

## Основные труды
- Soldner, J. G. v. On the deflection of a light ray from its rectilinear motion, by the attraction of a celestial body at which it nearly passes by (англ.) // Berliner Astronomisches Jahrbuch : journal. — 1801/4. — P. 161—172.
- Soldner (Lenard, P.); J. Über die Ablenkung eines Lichtstrahls von seiner geradlinigen Bewegung durch die Attraktion eines Weltkörpers, an welchem er nahe vorbeigeht; von J. Soldner, 1801 (нем.) // Annalen der Physik : magazin. — 1921. — Bd. 65, Nr. 15. — S. 593—604. — doi:10.1002/andp.19213701503. — Bibcode: 1921AnP...370..593S.
- Soldner, J. G. v. Théorie et tables d'une nouvelle fonction transcendante (фр.). — München: Lindauer, 1809.